# معاهده دوجانبه
معاهده دو جانبه (به انگلیسی: Bilateral treaty) که به معاهده دو بخشی (به انگلیسی: bipartite) نیز شناخته می‌شود یک معاهده است که بین دو عضو منعقد می‌گردد. این دو عضو می‌تواند دو کشور یا دو سازمان بین‌المللی یا یک کشور با یک سازمان بین‌المللی باشد. همانند یک قرارداد به آن معاهده پیمانکاری یا قراردادی نیز گفته می‌شود. برای مثال پیمان کمپ دیوید یک معاهده دو جانبه محسوب می‌شود.